# Villanueva de la Condesa
Villanueva de la Condesa là một đô thị trong tỉnh Valladolid, Castile và León, Tây Ban Nha. Theo điều tra dân số 2004 (INE), đô thị này có dân số là 44 người.